# دبیرستان فردوسی
دبیرستان فردوسی تبریز (مدرسه محمدیه سابق) در خیابان امام خمینی (پهلوی سابق) و در نزدیکی چهارراه شریعتی (شهناز سابق) قرار دارد. این مدرسه تاریخی در اواخر دوره قاجار ساخته شد و در هفتم مهرماه سال ۱۳۸۱ با شمارهٔ ثبت ۶۱۷۵ جزو یکی از آثار ملی ایران شد. این مدرسه پس از دبیرستان البرز دومین مدرسه قدیمی ایران محسوب می شود.

## پیشینه
مدرسه محمدیه در ۲۱ صفر ۱۳۳۵ قمری برابر با ۲۶ آذر ماه ۱۲۹۵ خورشیدی با کوشش دکتر عباس ادهم (اعلم‌الملک) نخستین رئیس فرهنگ آذربایجان پس از مشروطیت تأسیس شد. دکتر اعلم‌الملک نخستین بار در ۱۳۳۰ قمری (۱۲۹۰ خورشیدی) با پست ریاست بهداری همراه محمدولی خان تنکابنی (سپهدار اعظم) والی آذربایجان به تبریز آمد و برای یاری به امور فرهنگی، مدرسه فیوضات را دولتی کرده و ماهانه دوهزار ریال کمک خرجی به آن مدرسه اختصاص داد. در این تاریخ ارتش روسیه تزاری به آذربایجان تاخته و پس از اشغال تبریز شمار فراوانی از مشروطه خواهان را کشت و صمدخان شجاع‌الدوله با پشتیبانی ارتش روسیه تزاری فرمانروای آذربایجان شد.
اعلم‌الملک نیز به تهران بازگشت ولی پس از دو سال به همراه محمدحسن میرزا ولیعهد احمد شاه قاجار به تبریز آمد و در صدد تأسیس یک مدرسه دولتی برآمد و برای کمک به مدارس حکمت، رشدیه، تمدن، نوبر با جلب نظر بازرگانان و اشخاص علاقه‌مند عوارضی برای کالاهای تجارتی و امانات پستی و گذرنامه تعیین کرد و در سال ۱۳۳۵ قمری (۱۲۹۵ خوشیدی) مدرسه دولتی محمدیه را به ریاست باقر طلیعه و نظامت میرزا تقی خان رفعت افتتاح کرد.
ابوالقاسم فیوضات دانش آموزان کلاس‌های متوسطه فیوضات را به مدرسه دولتی محمدیه فرستاد و خودش آموزگار ریاضیات در این مدرسه شد و به جز وی طلیعه تدریس عربی، علی خان ادیب خلوط آشتیانی تدریس ادبیات و تاریخ، صالح لقمان ادهم تدریس حقوق و تعلیمات مدنی، علی مجیر مولوی تدریس شیمی و محسن رفعت و تقی رفعت تدریس زبان خارجه را به عهده داشتند.
مدرسه محمدیه در سال نخست تأسیس با چهار کلاس در محله سرخاب در ساختمان میرزا موسی خان امین‌الملک برپا شد. سال دیگر به خانه‌های فرمانفرما در محله ششگلان منتقل شد. مدرسه در سال دوم برپائیش نزدیک به صد تن دانش آموز داشت. با تشویق اعلم‌الملک مدیران مدارس متوسطه شاگردان خود را به این مدرسه فرستادند و خود نیز در آنجا به تدریس پرداخت و سال به سال به شماره کلاس‌ها افزوده شد تا در سال ۱۲۹۸ خورشیدی که یک مدرسه شش کلاسه کامل شد.

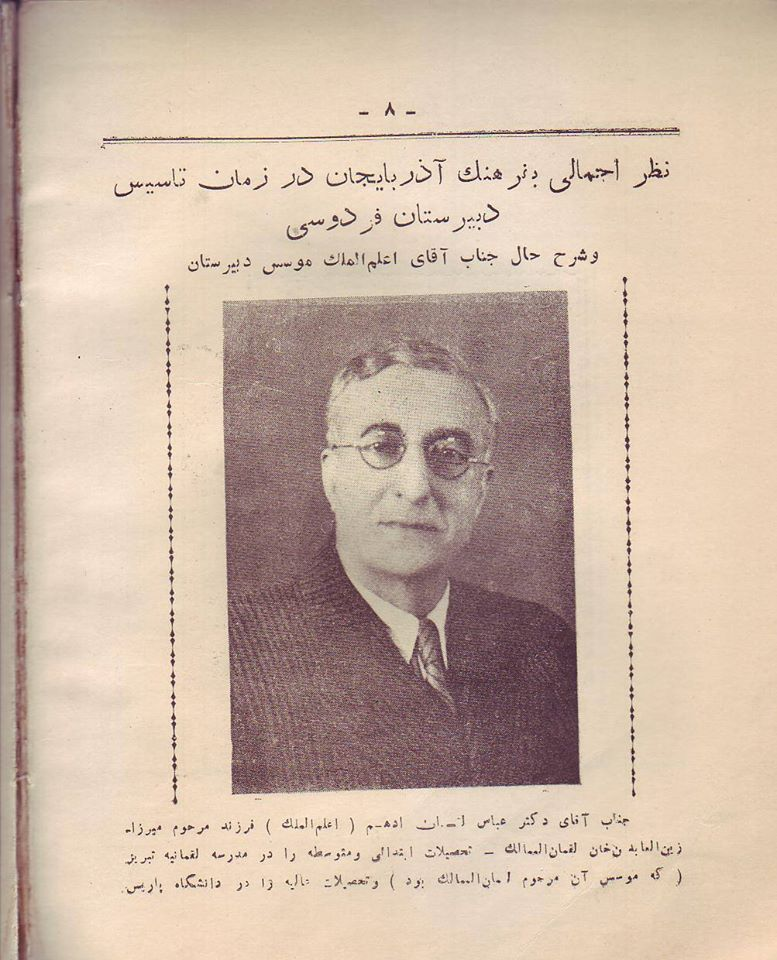
اعلم‌الملک مؤسس دبیرستان فردوسی تبریز

اولین گروه فارغ‌التحصیلان در خرداد ۱۲۹۹ هشت تن بودند. در سال ۱۲۹۷ رئیس مدرسه ابوالقاسم فیوضات و ناظم آن عبدالله فریور بود. در سال ۱۲۹۹ فیوضات به ریاست معارف آذربایجان منصوب شد و اسماعیل امیرخیزی معلم ادبیات، رئیس مدرسه شد. در همین سال مدرسه به حیاط صندوقخانه عمارت حرمخانه (فرمانداری امروزی) انتقال یافت و سپس مدرسهٔ متوسطه نامیده شد. سرانجام در سال ۱۳۱۳ مدرسه متوسطه به نام دبیرستان فردوسی نام‌گذاری شد و به جز سه کلاس دورهٔ اول دارای شش کلاس دورهٔ دوم دبیرستان شد. اسماعیل امیرخیزی تا ۳۰ مرداد ۱۳۱۴ رئیس دبیرستان بود. در این مدت دبیرستان از نظر شماره کلاس‌ها و شماره دانش آموزان و چگونگی تحصیل و تدریس پیشرفت کرده بود و امیرخیزی در همان سال رئیس مدرسه دارالفنون تهران شد و به پایتخت رفت.
دوره دوم دبیرستان در سال تحصیلی ۱۹–۱۳۱۸ به ساختمان دانشسرای پسران انتقال یافت و دوره اول در همان مکان اول به نام دبیرستان فردوسی تحت نظر مؤیدی اداره می‌شد، در سال تحصیلی بعد مدرسه پیوسته دانشسرای پسران شد و دوره دوم دبیرستان در همان سال به ساختمان کنونی دبیرستان توحید (پروین سابق) در کوی لیل آباد پیش از احداث خیابان شریعتی (شهناز پیشین) و از شهریور ۱۳۲۰ به محل کنونی دبیرستان در خیابان خمینی (پهلوی پیشین) انتقال یافت.
کتابخانهٔ دبیرستان در سال ۱۲۹۹ شمسی از سوی اسماعیل امیرخیزی تأسیس شد که نخست بیش از هزار و هفتصد جلد کتاب داشت و آزمایشگاه‌ دبیرستان از سال ۱۳۱۲ با واگذاری آزمایشگاه دارالمعلمین تبریز برپا شد که پس از خریدن آزمایشگاه مدرسه امریکاییان در سال ۱۳۲۸ و دبیرستان شوروی‌ در سال ۱۳۲۶ بهسازی شد.

## نام و چگونگی نامگذاری
دبیرستان فردوسی نخست دبیرستان محمدیه نام داشت که سپس نام محمدیه کنار گذاشته شد و چندی مدرسه‌ی متوسطه تبریز نامیده شد تا اینکه در سال ۱۳۱۳ همزمان با جشن هزاره فردوسی بود این دبیرستان، فردوسی نامیده شد.

## مدیران و آموزگاران
برخی از مدیران و آموزگاران نخستین این دبیرستان:
- میرزا باقر طلیعه (معمم، مجتهد و روزنامه‌نگار)
- میرزا تقی رفعت (از بنیانگذاران شعر نو در ایران و ناشر مجله ادبی تجدد)
- محمدعلی خان تربیت (از شخصیت‌های تراز اول انقلاب مشروطه و از ادبا و مورخان ایران معاصر)
- اسماعیل امیرخیزی (از پیشروان انقلاب مشروطه و از نزدیکان ستارخان و مدیر دارالفنون تهران در دهه ۱۳۱۰ شمسی)

فهرست مدیران پس از عبدالله فریور:
- محمود ابوالضیاء از تاریخ ۲۷ مهر ماه ۱۳۲۲ تا دی ماه ۱۳۲۴
- عبدالحسین فائقی از دی ماه ۱۳۲۴ تا اواخر آذر ماه ۱۳۲۵
- سید تقی میرفخرایی از اسفند ۱۳۲۵ تا مهر ماه ۱۳۲۸
- بدر ایرانی از ۱۷ مهر ماه ۱۳۲۸ تا شهریور ۱۳۲۹
- هاشم فرهنگ از شهریور ۱۳۲۹ تا شهریور ۱۳۳۱
- مسعود رضوانی از ۱۹ شهریور ۱۳۳۱ تا اسفند ۱۳۳۲
- محمود اصفهانی زاده از اسفند ۱۳۳۲ تا شهریور ۱۳۳۹
- اسماعیل شایا از ۱۳۳۹ تا ۱۳۴۹ به مدت ده سال

پس از مدیریت اسماعیل شایا از سال ۱۳۴۹ تا سال ۱۳۸۴ به ترتیب علیزاده افشار، علیائی، کریم صدق روحی، جعفر کمالی، یوسف اسماعیلی حسینی، کاظم فائقی، رسول براهنی، آقاجان حصاری، مرتضایی، حسن‌زاده و علی‌اکبر رحمان‌پور و مرتضی جوادی و رنجی مدیر دبیرستان فردوسی بودند.

## دانش‌آموختگان و انجمن دانش آموختگان دبیرستان
از دانش‌آموختگان برجسته این مدرسه:
- ساموئل خاچیکیان (بنیانگذار سینمای وحشت در ایران)[۶]
- پروفسور فرید (پدر جغرافی ایران)[۳]
- دکتر سید محمدحسین مبین (پزشک جذامیان ایران)[۷]
- عباس علوی استاد و پژوهشگر برجسته دانشگاه پنسیلوانیا آمریکا[۸]
- محمد حسین بهجت تبریزی متخلص به شهریار[۹]
- غلامعلی رعدی آذرخشی (ادیب شاعر و نویسنده معاصر ایرانی)
- دكتر جعفر دادمنش (از بزرگان رشته دندانپزشكي ايران)[۱۰]
- دكتر كاظم عدادي ابراهيمي (از پيشكسوتان پزشكي كودكان)[۱۱]
- دکتر محمد حسن لطفی تبریزی (مترجم آثار فلسفی)[۱۲]
- شهرام دبیری اسکوئی ( رییس شورای شهر تبریز )[۱۳]
- دكتر ابراهيم پاد (حقوقدان،قاضي دادگستري و استاد حقوق جزا)[۱۴]
- يدالله مفتون اميني(شاعر معاصر ايراني)[۱۵]
- غلامرضا قاسمي ( از فرماندهان نیروی زمینی ارتش جمهوری اسلامی ایران در جنگ ایران و عراق و دارای درجه تیمساری)[۱۶]
- دکتر حسن عشايري (پزشک و استاد دانشگاه علوم پزشکي ايران)[۱۷]
- نظام الدين دانشور (شيميدان)[۱۸]
- مهندس تیمور لکستانی (پدر برق ايران)[۱۹]
- موسی غنی‌نژاد (اقتصاد دان)
- دکتر مهدی قالیبافیان (پدر بتن ایران)
- محمد حنیف نژاد از بنیانگذاران اولیه سازمان مجاهدین خلق
- حسین عبدالهی اسفهلان(مهندس پلیمر) دانشگاه امیر کبیر

```
 انجمن دانش آموختگان 
```

در سال ۱۴۰۲ در سالن هتل گسترش جلسه ای متشکل از هفتاد نفر از دانش آموختگان دبیرستان فردوسی تشکیل شد و در همان جلسه بنیاد انجمن دانش آموختگان نهاده شد که بعد از طی مراحل قانونی این انجمن تصویب و تشکیل یافت.
یکسال بعد با تلاش انجمن دفتر انجمن در ساختمان قدیمی دبيرستان فردوسي باز سازی و تجهیز گردید.
انجمن دارای وب سایت رسمی به آدرس زیر است:
alumniferdowsi.org

## کتابخانه دبيرستان
هر چند نخستين كتابخانه مدرسه‌ای يا به قول كتابداران و علماي علم اطلاع رسانی، نخستين كتابخانه آموزشگاهي منطقه به سال 1333 قمری در دبيرستان ملی ارامنه تبريز - كه بعدها دبيرستان سروش نام‌ گرفت تاسيس شد، اما بزرگ‌مردان حوزه فرهنگ و معارف منطقه كه آن روزها در ايران شهرت و جايگاهی داشتند، آستين بالا زدند تا تبريز يكی از طلايه داران فرهنگ ايران زمين در اين زمينه نيز عقب نماند و دانش آموزان مسلمان اين شهر نيز كه طبعا برای استفاده از كتابخانه‌های ارامنه با مشكلاتی مانند تفاوت‌های زبانی و فرهنگی مواجه بودند، بتوانند كتابخانه مدرسه‌ای آبرومند و در خور شانی برای استفاده داشته باشند.
در همين راستا و با اين نيت خير بود كه' اسماعيل اميرخيزی 'كه از نوادر دوران محسوب می‌شد، با همت بلند خود مقدمات تشكيل كتابخانه دبيرستان فردوسی را كه در آن دوران مدرسه متوسطه محمديه خوانده می‌شد، بنيان گذاشت.
'بهروز خاماچي' محقق تبريزي در اين مورد می‌نويسد: 'كتابخانه فردوسی تبريز يكي از بهترين كتابخانه‌های دبيرستان‌های تبريز است كه در سال 1299 شمسي به همت اسماعيل اميرخيزی تاسيس شد كه بالغ بر يك هزار و 700 جلد كتاب در آغاز داشت'.
از آنجا كه دبيرستان فردوسی از همان نخستين دوران آغاز به كار آن، محفل دانشمندان و معارف پرورانی چون ميرزا باقر طليعه (نخستين مدير اين مدرسه و ناشر روزنامه معروف فكاهي عنكبوت)، دكتر علی اكبر پيشوا (از حقوقدانان و روزنامه نگاران برجسته سال‌هاي نخست سده 1300 ش و مدير نشريه هاي آذر و آذرآبادگان) ، عبدالله عبدالله زاده فريور (از بزرگان عرصه تئاتر ايران) ، ميرزا تقي رفعت (بنيانگذار شعر نو در ايران) و برادرش محسن رفعت و ده‌ها ستاره درخشان علم دوست و دانش پرور ديگر بود، به زودی بازار كتابخانه دبيرستان رونقی يافت و نسخ خطی و چاپی (سربي و سنگي) زيادي كه بسياری از آن‌ها در نوع خود بی مانند بودند، برای مطالعه در دسترس دانش آموزان قرار گرفت.
كتابخانه دبيرستان فردوسی از همان نخستين سال‌های راه اندازی آن، مرجع خوب و ارزشمندی برای كسانی شد كه هر يك در سال‌های بعد به سان ستاره‌ا‌ی درخشان در آسمان ادبيات، تاريخ، فرهنگ و علوم مختلف ايران درخشيدند.
تعداد مجموعه كتاب‌های اين كتابخانه در سال 1348، حدود هشت هزار جلد بود و از همين‌جا می‌توان پي برد كه از آغاز فعاليت كتابخانه دبيرستان فردوسی در سال 1337 ق. تا سال مورد اشاره به طور متوسط سالانه حدود 500جلد كتاب بر شمار كتاب هاي آن افزوده شده و در تاريخ مزبور كتابخانه دبيرستان فردوسی يكی از كتابخانه‌های كم مانند آموزشگاهي در ايران محسوب می‌شد.

## موزه‌ای برای دفاع مقدس در دبیرستان فردوسی
برای آشنایی دانش آموزان با کسانی که در جنگ ایران و عراق جانفشانی کردند موزه‌ی کوچکی به نام: "دفاع مقدس و شهدا" در این دبیرستان برپا شده‌است.

## امکانات و تجهیزات

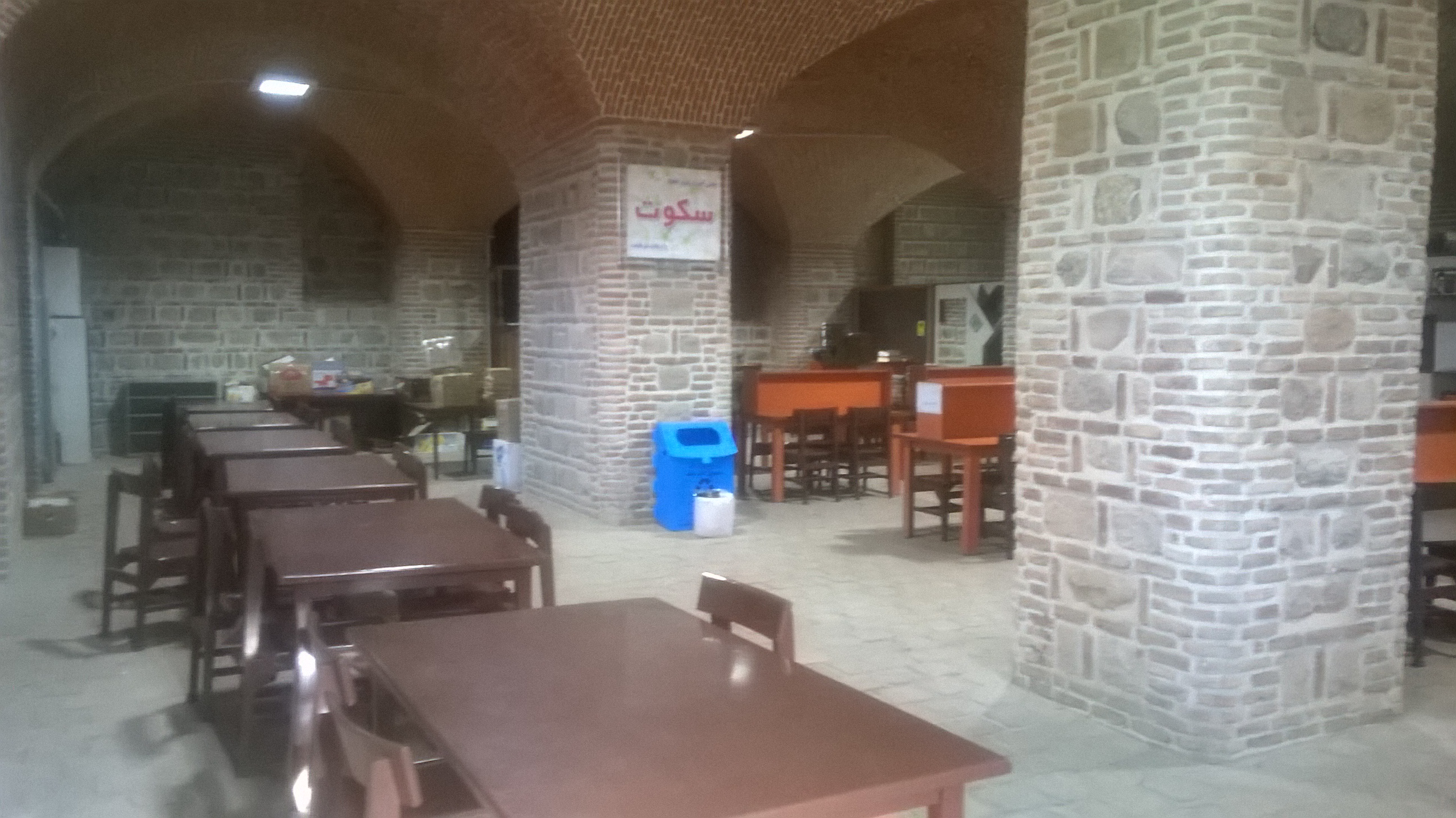
کتابخانه دبیرستان فردوسی تبریز

این دبیرستان یکی از دبیرستان‌هایی است که در چند دهه گذشته دارای یکی از بهترین آزمایشگاه‌ها برای آموزش دانش آموزان در همه ایران بوده است که پیشینهٔ آزمایشگاه این دبیرستان به زمان قاجاریه و پهلوی برمی‌گردد که پس از بر سر کار آمدن نظام جمهوری اسلامی بر توانمندی آزمایشگاه افزوده شده است.

## بازدیدها
دبیرستان فردوسی در زمان پهلوی از سوی محمدرضا پهلوی هنگام آمدنش به تبریز بازدید شده است، همچنین دبیرستان فردوسی در زمان جمهوری اسلامی ایران نیز از سوی مقامات گوناگون کشوري و استاني بارها بازدید شده است.

## کاربری
بخش تاریخی این دبیرستان در اختیار سازمان میراث فرهنگی قرار گرفت تا پیریزیش را انجام دهد. از سال ۱۳۸۶ پژوهشکدهٔ علمی - کاربردی کلاس‌های خود را در ساختمان قدیمی برپا کرد. پیشتر در حیاط مدرسه سرویس‌های بهداشتی وجود داشتند که در سال ۱۳۸۷ آن‌ها را تخریب و ساختمان نوینی ساختند که طبقه همکف آن برای دستشویی و وضوخانه و طبقه دوم آن برای نمازخانه به کار می‌رود.
پژوهشکده در فروردین سال ۱۳۸۸ از ساختمان قدیمی این دبیرستان نقل مکان کرد تا عملاً این ساختمان به‌طور کامل خالی از هرگونه استفادهٔ آموزشی و پژوهشی شود. تنها کاربرد این بنا این است که چند اتاق آن انباری برای دبیرستان ثقةالاسلام است که چند سال پیش تخریب و بازسازی شد. شبکه سهند نیز در اواخر سال ۱۳۸۷ و اوایل سال ۱۳۸۸ در بخش هایی از این ساختمان در حال فیلم‌برداری و ساختن مجموعهٔ تلویزیونی بود.
در سوی خاوری ساختمان و روبروی ایوان آن ساختمان سینما فرهنگیان قرار دارد که زیرزمین این ساختمان همانندی فراوان به بناهای ساخته‌شده از سوی آلمانی‌ها در قدیم دارد. این زیرزمین که گمان می‌رود پیشتر اصطبل اسب‌ها بوده برای سالن ورزشی (پینگ‌پنگ) به کار می‌رفت. همچنین اگر از نمای بالا به محل نگاه کنیم خواهیم دید سازه مانند حرف لاتین H است که نشان می‌دهد این سازه در قدیم hospital یا بیمارستان بوده‌است. در ساختمان قدیمی یک موزه اشیاء و اسناد قدیمی دبیرستان موجود است و به جز آن اتاقی برای آشنایی با شهداء انقلاب اسلامی و هشت سال دفاع مقدس و خاطرات و وصیت‌نامه‌های آن‌ها نیز موجود است.

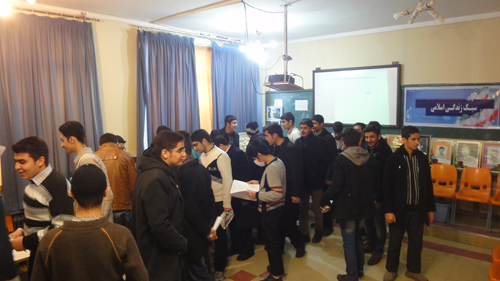
اکران فیلم عمار در نمایشگاه دبیرستان فردوسی